# Мартели-Лаганоза (Катанцаро)
Мартели-Лаганоза је насеље у Италији у округу Катанцаро, региону Калабрија.
Према процени из 2011. у насељу је живело 1223 становника. Насеље се налази на надморској висини од 25 м.